# Eurodryas davidi
Eurodryas davidi är en fjärilsart som beskrevs av Charles Oberthür 1881. Eurodryas davidi ingår i släktet Eurodryas och familjen praktfjärilar. Inga underarter finns listade i Catalogue of Life.